# Кэмпбелл, Лунелл
Луне́лл Кэ́мпбелл (англ. Luenell Campbell), более известная просто как Луне́лл (род. 12 марта 1959, Толетт, Арканзас, США) — американская актриса и комик.

## Биография
Родилась в городе Толетт штата Арканзас. В семье родителей Лунелл родилось всего восемь детей, но она была самой младшей из них. Лунелл выросла в Северной Калифорнии, училась в старшей школе Кастро Уолли. У актрисы есть дочь, которая живёт вместе с ней в Лос-Анджелесе.
В начале 1990-х годов Кэмпбелл регулярно появлялась в эфире телешоу Soul Beat TV, съёмки которого проходили в Окленде, и впоследствии снялась в нескольких фильмах. Но известность к Луэнелль пришла после выхода фильма «Борат: культурные исследования Америки в пользу славного государства Казахстан», в котором она сыграла проститутку под своим именем.
После съёмок в Борате Кэмпбелл приняла участие ещё в нескольких телешоу (в том числе, на канале Comedy Central) и сыграла ряд киноролей.

## Избранная фильмография
| Год       |    | Русское название                 | Оригинальное название         | Роль                   |
| --------- | -- | -------------------------------- | ----------------------------- | ---------------------- |
| 1993      | ф  | Я женился на убийце с топором    | So I Married an Axe Murderer  | сотрудница полиции     |
| 1996      | ф  | Скала                            | The Rock                      | туристка               |
| 2004      | ф  | Не умирай в одиночку             | Never Die Alone               | Джаспер                |
| 2006      | ф  | Борат                            | Borat                         | проститутка Лунелл     |
| 2009      | ф  | Весенний отрыв                   | Spring Breakdown              | проститутка            |
| 2009      | ф  | Всё о Стиве                      | All About Steve               | протестующая Лидия     |
| 2009—2014 | с  | Californication                  | Californication               | Ронда                  |
| 2011      | ф  | Тридцатипятилетние               | 35 and Ticking                | Донья                  |
| 2012      | ф  | Думай как мужчина                | Think Like a Man              | тётя Винни             |
| 2012      | ф  | Папа-досвидос                    | That’s My Boy                 | Шэмпэйл                |
| 2012      | ф  | Мак и Девин идут в среднюю школу | Mac & Devin Go to High School | директор Каммингс      |
| 2012      | ф  | Заложница 2                      | Taken 2                       | инструктор по вождению |
| 2012      | мф | Монстры на каникулах             | Hotel Transylvania            | усохшая голова         |
| 2013      | ф  | Дела с идиотами                  | Dealin’ with Idiots           | Большая Сара           |
| 2014      | ф  | Думай как мужчина 2              | Think Like a Man Too          | тётя Винни             |
| 2014      | ф  | Школьные танцы                   | School Dance                  | Мамма Таванна Джексон  |
| 2015      | мф | Монстры на каникулах 2           | Hotel Transylvania 2          | усохшая голова         |
| 2018      | ф  | Звезда родилась                  | A Star Is Born                | кассир                 |
| 2019      | ф  | Меня зовут Долемайт              | Dolemite Is My Name           | тётушка                |
| 2021      | ф  | Поездка в Америку 2              | Coming 2 America              | Ливия, тётя Лавелла    |
| 2021—2022 | с  | Хитрости                         | Hacks                         | мисс Лоретта           |